# Žari
Žari (en serbe cyrillique : Жари) est un village du nord-est du Monténégro, dans la municipalité de Mojkovac.

## Démographie

### Évolution historique de la population
| 1948 | 1953 | 1961 | 1971 | 1981 | 1991 | 2003 |
| ---- | ---- | ---- | ---- | ---- | ---- | ---- |
| 567  | 671  | 776  | 800  | 616  | 528  | 385  |